# 金善永
金 善永（キム　ソニョン、朝: 김 선영、英: Kim Seon-Yeong、 1979年2月23日 - ）は韓国出身の柔道選手。階級は78kg超級。身長173cm。体重93kg。

## 人物
1996年のアジア選手権無差別で3位に入った。1999年のアジア選手権では78kg超級で2位となった。2000年のアジア選手権でも2位に入ったことで、前年の世界選手権で崔淑伊が初戦で敗れたために得られなかったこの階級における韓国のオリンピック出場権を獲得することになった。2000年シドニーオリンピックでは初戦でキューバのダイマ・ベルトランに合技で敗れるも、その後の敗者復活戦を勝ち上がると、3位決定戦ではドイツのサンドラ・ケッペンに判定勝ちして銅メダルを獲得した。2001年には賞金付き大会であるグランプリ・セビリアで3位になった。

## 主な戦績
- 1995年 - アメリカ国際　72kg超級　3位　無差別　優勝
- 1996年 - アジア選手権　無差別　3位
- 1999年 - アジア選手権　2位
- 2000年 - フランス国際　5位
- 2000年 - オーストリア国際　2位
- 2000年 - アジア選手権　2位
- 2004年 - シドニーオリンピック　3位
- 2000年 - 福岡国際　3位
- 2001年 - ハンガリー国際　3位
- 2001年 - グランプリ・セビリア　3位
- 2001年 - 韓国国際　2位